# 상평통보
상평통보(常平通寶)는 1678년(숙종 4년)부터 제작하여 법정화폐로 유통하기 시작한 조선의 주화이다. 법률에 따라 유통이 강제된 법정화폐이며 화폐의 가치가 고정되어 있는 명목화폐이기도 하였다. 인조 시기에도 잠시 만들어 진 적이 있으나 당시에는 유통을 강제하지도 않았고 그리 성공을 거두지도 못하였다.
화폐의 단위는 문(文)으로 일상에서는 "푼"이라 불렀다. "어림 반푼어치도 없다"와 같은 속담이 오늘날에도 쓰인다. 인조 시기 최초에 발행한 1 문(한 푼) 가치의 당일전은 초주단자전은 은 1 냥 당 400 문의 가치로 규정되었으나 숙종 시기 법정화폐로 발행된 상평통보 당이전은 2문 무게 2전 5푼(8.375 g)으로 은 1 냥 당 100 문으로 정하여 유통되었고 이후 당이전이 상평통보의 표준적 주조 방식이 되었다. 당이전은 앞면에 상평통보라는 글자가 뒷면에 주조한 발행처와 당이전을 뜻하는 이(二) 자가 세겨져 있다. 상평통보의 무게는 시간이 지남에 따라 원료의 부족으로 점차 줄어들었다.
상평통보 당이전은 법정화폐로서 조선 말까지 계속하여 사용되었다. 조선 말 국가 재정의 확보를 위해 1866년(고종 3년) 당시 섭정이었던 흥선대원군이 당백전을 발행하고, 1883년(고종 20년)  당오전이 발행되었으나 주화 운용 정책의 문제로 주화가 액면 가치를 담보하지 못하여 극심한 인플레이션을 겪었고 당오전의 경우 발행처에 따라 규격이 다른데다 실제 가치를 절반도 담보하지 못하는 "악화"(惡貨)가 남발되자 악화가 양화를 구축하는 현상이 일어났다.
상평통보는 1892년(고종 29년) 은본위제를 도입한 신식화폐조례의 선포하고 1894년(고종 31년) 신식화폐발행장정으로 은화를 법정화폐로 지정한 뒤에도 보조화폐로 통용되다가 1904년 일본의 간섭 아래 벌어진 화폐정리사업에 이르러 회수 및 폐기가 시작되었다.

## 배경
고려 시대부터 몇 차례에 걸쳐 주화의 유통 시도가 있었으나 성공하지는 못하였다. 한국 최초의 주화로는 996년(고려 성종 15년) 주조된 건원중보가 꼽힌다. 법정 명목 화폐의 유통 시도는 조선 초기에도 계속되어 태종시기부터 종이를 법정 화폐로 사용하는 저화가 유통되었으나 시간이 지남에 따라 실제 가치가 급속히 하락하는 종이의 특성 때문에 성공을 거두지 못하였다. 세종은 조선통보를 주조하여 유통하고자 하였으나 실패하였고 이후 철을 원료로 하는 철전의 주조도 시도되었으나 실패하였다.
조선은 자급적 농업 경제가 중심인 국가로서 개인 간의 호혜를 바탕으로한 선물과 부조, 국가의 조세 수취와 자원의 공적 분배등의 활동이 시장에서 이루어지는 상업 경제와 혼재되어 있었고:175-192 이 때문에 교환을 위한 화폐 사용 수요는 이웃한 중국이나 일본에 비해 크지 않았다. 세종 시기 통신사로 일본을 다녀온 박서생은 당시 일본은 일상적으로 주화를 사용하고 있다고 보고하고 여행과 군수 보급 등에 주화가 유리한 점을 강조하였다. 이와 같이 조선 초기 주화 제작의 의도는 상업적 이용보다는 국가의 재정 운용을 위한 것이어서 실제 상거래는 여전히 직물이나 곡물과 같은 현물화폐가 주로 사용되었다.
조선 후기에 들어 국가의 주화 발행 필요는 점점 더 커지게 되었고, 민간에서 거래에 사용되는 직물의 경우 국가가 정한 품질에 미달하는 추포(麤布)의 통용이 일반화되어 문제가 되고 있었다. 조선은 세금으로 받는 직물의 규격을 5승포로 정하였는데 이는 한 폭에 들어가는 날줄의 수가 400개 이상인 직물을 뜻한다. 그러나 실제 거래에서는 4승포나 3승포 등이 상포(常布)로 불리며 사용되었고 심지어는 옷감으로서는 도저히 사용할 수 없는 2승포도 거래되었다. 2승포의 경우엔 오로지 거래만을 위해 제작된 직물이라 할 수 있다. 악화가 양화를 구축하는 경향은 여기에도 적용되어 시장에서는 품질이 낮은 추포가 통용되었다. 효종은 이러한 상황 속에서 주화를 주조하여 국가의 시장 통제력을 강화하고 재정을 확충하고자 십전통보를 발행하였으나 유통에 성공하지 못하였다.
여러 차례 반복된 조선의 주화 유통 정책 실패는 무엇보다 원료인 구리 부족이 가장 큰 원인이었다.인조반정 이후 조세 수취의 방편으로 동전 주조가 시도되었으나 여전한 구리 부족 문제를 극복하지 못하였다. 헌종 시기 거제도에서 구리 광산이 발견되었지만 산출량은 여전히 부족하였다. 한반도의 구리는 주로 경상도 지역에 분포하고 있으며 백악기 시기의 지질에서 관찰된다. 이러한 상황은 17세기 들어 일본의 구리 생산량이 크게 증가하면서 변하였다. 이전16세기 일본의 연간 구리 생산량이 50 톤 가량이었던 데 반해 17세기에 들어 새로운 광산이 개발되면서 150 톤 이상으로 증가하였다. 조선은 이러한 일본의 구리인 왜동을 수입하여 상평통보의 주조에 사용하였다. 당시 구리의 수입 가격은 구리 100 근 당 은 20 냥 정도였다. 상평통보는 모두 1,300~1,500만 냥이 발행되어 총 30~40만 톤의 구리가 사용된 것으로 추정된다.

## 발행과 유통
인조는 즉위 초부터 주화의 발행 의지가 강해 호조에서 조선통보를 발행하도록 하였으나 곧이어 정묘호란이 일어나 중단되었다. 이후 1633년(인조 11년) 상평청(常平廳)에 상평통보를 발행하였으나 크게 유통되지는 못하였다. 인조시기 만들어진 상평통보는 1 문을 가치로 하는 당일전인 초주단자전이었다.
상평청은 원래 곡물과 직물 등을 비축하여 흉년에 대비하기 위해 설치된 관청으로 비축된 물자의 태환을 바탕으로 주화를 제작하게 되었다. 상평청은 설치 목적이 구휼에 있었기 때문에 물가의 조절 기능은 없었고 중앙은행의 역할도 하지 않았다. 그러나 인조시기 주화 제작 논의에서도 이미 왜동이 매해 수만 근씩 유입되고 있는 상황이 나와 있어 이전 시기와 달리 주화 제작 여건이 개선되었음을 보여준다.
숙종 역시 즉위 초부터 주화 유통에 의지를 보여 다양한 방법을 모색하였다. 애초에는 청나라의 동전을 들여와 사용하는 방법 등이 검토되었으나 청 측이 동전 유출을 엄격히 금지하고 있었기 때문에 자체 제작을 결정하게 되었다. 상평(常平)은 상시평준(常時平準)의 줄임말로 늘 일정한 가치를 유지한다는 의미를 지녔고 통보(通寶)는 중국과 한국에서 오래 전부터 화폐를 가리키는 말로 쓰이던 낱말이다.
발행 초기 주전을 담당한 부서는 호조, 상평청, 진휼청, 어영청, 사복시, 훈련도감, 수어청이 지정되었는데 이 가운데 어영청 등은 군영으로 상평통보 발행의 주요 목적 가운데 하나가 군사 재원 확보임을 알 수 있다. 각 발행 기관은 발행 재원의 확보와 수량을 보고하여 국왕의 승인을 받았으나 재원 확보 등은 자체적으로 해결하여야 하였다. 예를 들어 1692년(숙종 18년) 총융청의 책임자이자 장희빈의 오라비였던 장희재는 청나라와의 사신 무역에서 은 1 만 냥을 구리로 바꾸어 주전 재료로 삼겠다고 보고하였다.
주화의 유통을 위해서는 동전 사용이 강제될 필요가 있었기 때문에 국가는 세금을 돈으로 내도록 하는 금납화를 추진하는 한편, 시전 상인들에게 돈을 3년간 이자 없이 빌려주어 실제 시장에서 사용될 수 있도록 하였다. 상평통보는 서울과 평안도 지방부터 유통을 시작하여 점차 전국으로 유통이 확대되었다.
초기의 상평통보 유통은 순탄하지만은 않았다. 조선은 화폐의 유통량과 물가 상승이 연동되는 인플레이션의 개념을 알지 못했고 초기에 동전 공급이 급격히 증가하자 물가 상승 충격을 받았다. 이 때문에 1698년 상평통보의 주조는 다시 금지되어 이후 30년간 주조되지 않았다. 초기의 혼란 이후 상평통보가 실제 사용되는 화폐로서 통용된 뒤로는 또 다른 문제가 발생하였다. 금속이 재료인 주화는 교환 가치뿐만 아니라 그 자체로 재산 가치를 지니기 때문에 축재의 수단으로 여겨지면서 발행량에 비해 유통량이 매우 적은 상황이 벌어진 것이다. 이러한 상황과 다른 여러 정황이 겹치면서 조선은 18세기 내내 전황으로 인한 문제를 겪었다.
정조는 호조에서만 독점적으로 상평통보를 발행하도록 하여 주화 발행에 대한 국가의 통제력을 강화하고자 하였으나 순조 시기 잦은 기근에 대한 대처 등을 이유로 다시 다원화 되었다.  상평통보 발행처는 앞서 말한 중앙 관청 이외에도 각 도의 감영이 있었다. 이렇게 발행처가 다원화되어 운영되었기 때문에 사사로이 상평통보를 찍어내는 사전(私錢)을 관리하는 어려운 것도 문제가 되었다. 일종의 위조화폐로 볼 수 있는 사전은 구리의 함량이나 크기 등에서 공인된 관전(官錢)과 차이가 있어 화폐의 가치를 교란시킨다. 숙종은 사사로운 주화 주조를 금지하는 한편 상평통보 뒷면에 발행처 표시와 함께 주전소 기호를 함께 넣어 관리하고자 하였으나 여의치 않았고 순조 대에 이르면 결국 사사로운 사전마저 유통을 용인하는 지경에 이른다.
한편 상평통보의 발행에 필요한 구리가 부족해 지자 국가가 공인하는 관전마저 점차 크기와 무게가 줄어 1752년(영조 28년) 기존의 당이전의 무게를 1전 7푼으로 줄인 중형전을 발행하였고, 그로부터 5년 뒤엔 다시 무게를 1전 2푼으로 줄였다. 순조 시기엔 이보다 더 작은 소형전이 발행되었다. 오늘날에도 옛 10원 동전을 녹여 구리를 팔아버리는 일이 일어나는 것처럼, 같은 액면가의 주화가 점차 품질이 나빠져 실질 가치가 하락하면 가치가 높은 옛 동전을 녹여내 구리를 다른 곳에 쓰는 훼전이 성행하게 되었고 이 역시 주화 유통량이 부족해 지는 전황의 한 요인이 되었다.

## 주조
법정화폐로 자리잡은 상평통보 당이전의 경우 숙종 당시의 가치는 은 1냥 당 200 문으로 이는 실질 가치와 별개인 명목가치였다. 화폐 단위로는 10 문이 1 전 다시 10 전은 1 냥, 10 냥은 1 관으로 정하였다. 당이전은 주화 하나가 2 문의 가치를 갖는다. 당시 청나라, 조선, 일본 사이에 거래되던 국제 은-동 거래 시세는 대략 1:800 이었으나 조선은 화폐를 발행하며 이 비율을 1:200 ~ 400 사이로 책정함으로써 차익을 국가 재정으로 확보할 수 있었다.
상평통보의 구리 함량은 일정하지 않았다. 구리 함량이 높으면 동전의 빛은 붉은 색을 띄었고 낮으면 다른 금속의 색이 두드러진다. 아연을 섞으면 보다 노랗게 되고 납은 보다 검은 색을 띄게 한다. 대략적인 평균 구리 함량은 60% 정도 였고 나머지는 주석, 아연, 납 등의 비교적 저렴한 금속을 섞었다. 구리의 함량 역시 시간이 지남에 따라 점차 낮아져 1798년(정조 22년)이 되면 색상이 확연한 차이를 보이게 된다. 17세기에서 19세기 사이 발행된 상평통보 25종을 대상으로 한 성분 분석에서는 구리의 함량이 60 ~ 80% 사이의 편차를 보였으며 아연, 주석, 납 외에도 미량의 철이 섞인 경우도 있다. 아래의 표와 같이 시간이 지날수록 구리 함량이 떨어지는 경향을 보인다.
주화의 주조량이 늘면서 구리가 부족해지는 현상은 조선의 골칫거리였다. 게다가 중국 마저 일본의 구리 수입을 조선과 경쟁하게 되자 조선은 첩자를 일본에 파견하면서까지 구리 물량을 확보하기 위해 노력하였다. 상평통보는 납작하고 둥근 모양에 네모난 구멍이 뚫려 있는 모습을 하고 있는데 가운데 구멍에는 노끈을 꿰어 여러 주화를 한번에 묶어 운반할 수 있도록 되었있다. 이는 동아시아에서 오랫동안 사용되어온 주화의 관행으로 전통적 우주관인 천원지방(天圓地方, 하늘은 둥글고 땅은 네모나다)을 상징한 것이다. 상평통보는 주조한 관청 및 산하 주조소의 기호, 서예체, 천자문 표기, 오행 표기 같은 여러 요소를 구분하면 3천여 종이 넘는 다양함을 보인다.
1892년 은본위제가 선포되고 화폐의 기본 단위를 냥으로 변경할 당시 상평통보 주조소는 모두 52 개소가 있었다. 각각의 주조소가 상평통보에 새긴 기호는 다음과 같다.
기호가 같더라도 글자체가 달라 발행 관청을 구분할 수 있었다. 예를 들어 경리청을 뜻하는 經(경)은 행서로 나타냈다.

## 가치 변동
상평통보는 제정 당시 은 1냥에 200 문으로 교환되는 고정 가치로 발행되었고 숙종 대의 주화 유통 규칙인 《행전사목》은 쌀 1 되의 가격을 4 문으로 하되 계절과 작황에 따라 유동성을 인정하는 것이었다. 그러나 유통 초기 당이전의 교환 가치를 급작스레 조정하고 한꺼번에 많은 물량을 풀자 화폐에 대한 신뢰가 하락하여 명목가치와 상관없이 가치가 급락하는 일을 겪었다. 실제에서는 법정 명목가치가 고정되어 있으므로 시장의 물가 전체가 급작스레 상승하는 인플레이션 현상이 나타났다. 이는 숙종 후반에서 영조 초기까지 30여년 간 상평통보 주조를 금지하는 원인이 되었다. 그러나 상평통보의 사용과정에서 이를 재산 축적의 도구로만 활용하여 유통량이 부족하게 되는 전황이 나타나자 이번에는 화폐가격에 비해 물가가 급격히 떨어지는 일이 벌어졌다. 한편, 조선의 민간 경제는 여전히 현물화폐에 의존하고 있었기 때문에 물가 하락은 각종 채무를 지고 있던 백성들을 고달프게 하였다. 빚을 갚기 위해서는 더 많은 곡물이나 직물이 필요하게 되었기 때문이다.
주화 유통량 부족으로 인한 전황은 18세기 후반 지속적인 주화 발행으로 어느 정도 극복하였고, 순조 초인 1800년대 무렵 조선의 동전량은 약 900만 냥 정도로 쌀 180만 석을 구매할 수 있을 정도의 가치였다. 이는 전체 쌀 생산량의 11%에 불과한 양으로 조선의 실물 경제는 여전히 현물 거래에 의존하고 있었다.
상평통보의 구매력을 오늘날 화폐의 가치로 계산하는 것은 어렵다. 당시의 곡물생산성이나 은 거래량이 현재와 매우 다르기 때문이다. 조선은 후기에 들어 은광 등 광산 개발을 추진하였으나 영조와 정조시기에 들어 다시 통제를 강화하는 방향으로 선회하였다. 곡물 역시 근대적 비료 산업 이전에는 생산성이 극히 낮다. 이러한 점을 감안하고 상평통보의 구매력을 계산해 볼 수 있다. 18세기 무렵 쌀 1 섬의 가격이 5 냥(500 문)이었고 현미 1섬의 당시 무게는 대략 155 kg이었다. 2006년 기준 쌀 20 kg의 가격은 대략 5만 원이므로 상평통보 1 냥의 가치는 대략 5 만원이라 셈할 수 있다. 그러면 당이전 1 개의 가치는 200원 정도로 계산된다. 앞서 말한 바와 같이 당시의 생산력을 고려하면 그 보다는 몇 배 더 큰 가치를 지녔을 것이라 생각할 수 있지만 어떻게 따지더라도 동전 "한 푼"은 지금의 200 - 600 원 내외의 푼돈인 셈이다.

## 당백전, 당오전
당백전은 흥선대원군이 재정 확충을 위해 1866년 발행한 것으로 주화 하나의 명목 가치를 1백 문으로 한 것이다. 그러나 실제 주조에 들어간 금속은 당이전의 3-5 배 내외였기 때문에 시장의 신뢰를 얻지 못하고 물가 상승의 충격만을 가져와 폐지되었다. 흥선대원군 실각 후 고종이 친정하면서 비슷한 목적으로 1883년 발행한 당오전 역시 경제에 충격만을 주었을 뿐 별다른 실효를 거두지 못했다. 이러한 통화정책 실패는 조선 말 경제 혼란의 원인이 되었다. 

## 폐지
당오전의 파행 이후 조선은 은본위제를 선언하면서 신식화폐발행을 시도하였으나 화폐 유통의 경제적 의미를 제대로 헤아리지 못하여 백동화를 남발하였고 이는 다시 화폐정책 혼란으로 이어졌다. 이는 나중에 일본이 개입하여 경제를 안정시킨다는 명목으로 1904년 화폐정리사업을 진행하여 국가의 중요한 주권 가운데 하나인 화폐 발권 권한을 빼앗는 빌미를 주었다.
1892년(고종 29년) 은본위제를 도입한 신식화폐조례의 선포하고 1894년(고종 31년) 신식화폐발행장정으로 은화를 법정화폐로 지정한 뒤에도 보조화폐로 통용되다가 1904년 일본의 간섭 아래 벌어진 화폐정리사업에 이르러 회수 및 폐기가 시작되었다.